# Globosusa
Globosusa — рід еребід з підродини совок-п'ядунів, представники якого зустрічаються на острові Сулавесі.

## Систематика
У складі роду:
- Globosusa curiosa Swinhoe, 1918